# Wilhelm Reuter (Förster)

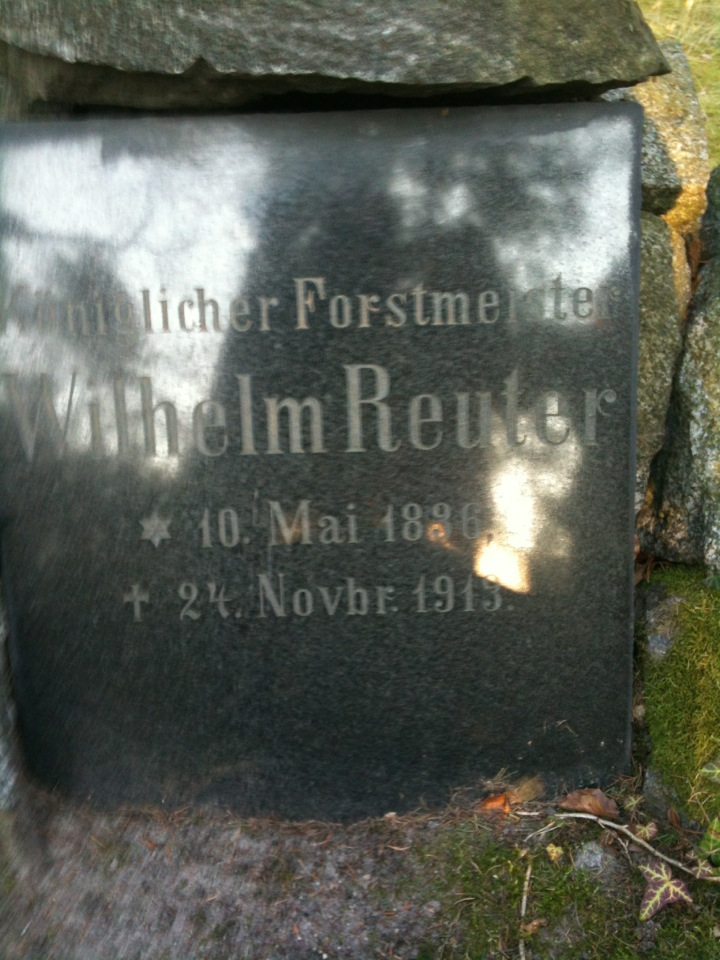
Grabstein Wilhelm Reuter

Wilhelm Reuter (* 10. Mai 1836 im Forsthaus Garbe (Altmark); † 24. November 1913 in Berlin) war ein deutscher Förster.

## Leben und Wirken
Reuter, Sohn des von Jagow'schen Forstverwalters Friedrich Reuter, studierte Forstwissenschaften in Eberswalde und bestand 1864 das forstliche Staatsexamen. Im Jahre 1870 wurde er Königlicher Oberförster in Siehdichum. Von einer Nordamerika-Reise brachte er um 1900 Stecklinge von Roteiche, Douglasie, Rotbuche und Schwarznuss mit und pflanzte sie in der Umgebung des Forsthauses im bis dahin monotonen Kiefernwald. Reuter war aktives Mitglied im Märkischen Forstverein. Die 1860 erschienene Schrift seines Vaters über „Die Kultur der Eiche und der Weide in Verbindung mit Feldfrüchten“ gab er in 2. und 3. neu bearbeiteter und vermehrter Auflage erneut heraus. Reuter machte sich insbesondere um die Fischzucht in den zahlreichen Gewässern seines Wirkungsfeldes verdient.
Zu seinem Ruhestand nach fast 50-jähriger Dienstzeit erhielt Reuter, mittlerweile Königlicher Forstmeister, den Roten Adlerorden dritter Klasse mit Schleife. Außerdem wurde er mit dem Kronenorden dritter Klasse ausgezeichnet.

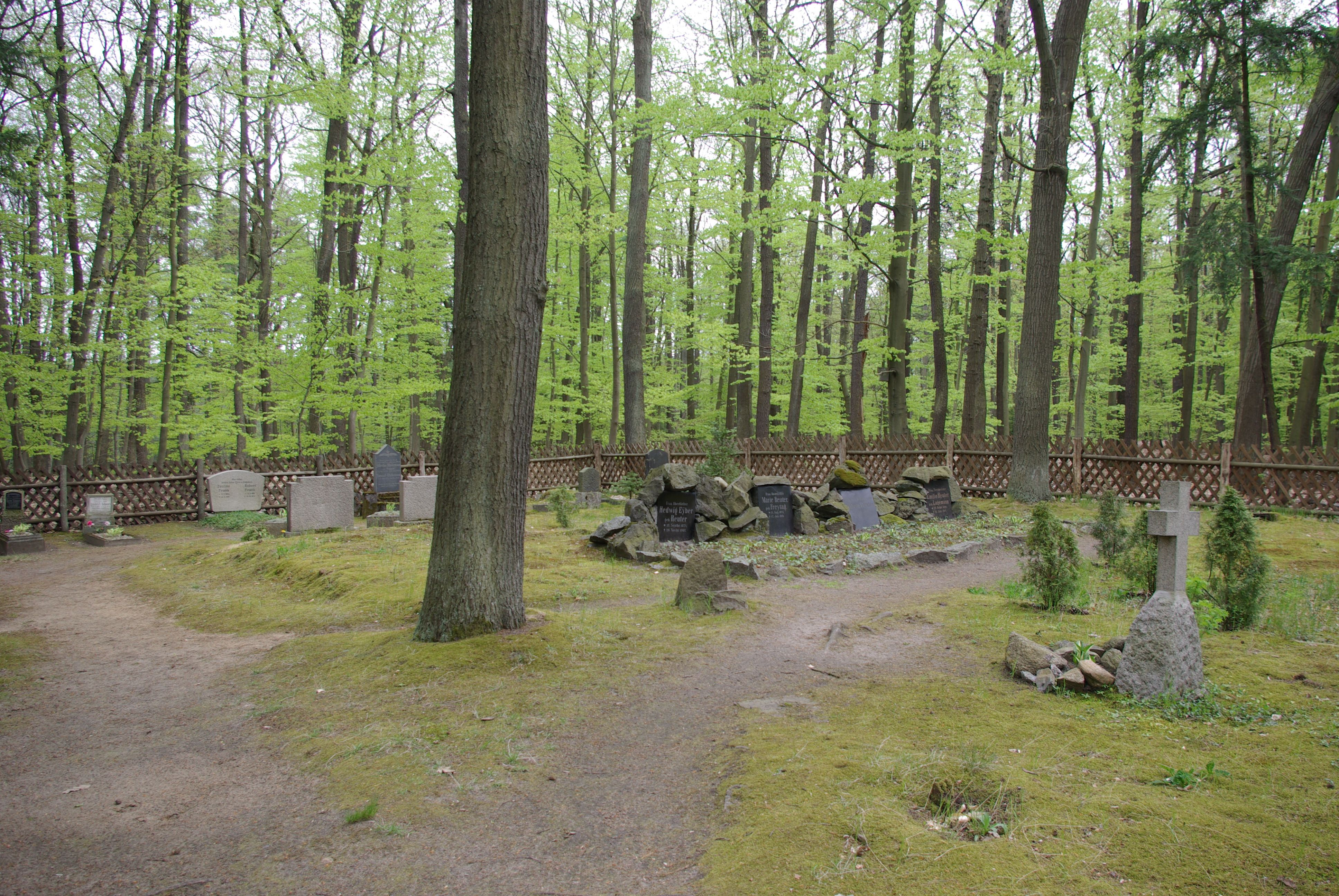
Försterfriedhof Siehdichum

In der Nähe des Forsthauses Siehdichum ließ Wilhelm Reuter 1891 nach dem Tod seiner ersten Frau Marie eine Grabstätte anlegen. Hier wurde 1902 auch seine Tochter Hedwig Eyber, Frau des Forstrats Karl Eyber, bestattet, 1913 Wilhelm Reuter selbst und ein Jahr später seine zweite Frau Emilie. Die vier Gräber sind die ersten des Försterfriedhofs in Siehdichum, der später zum Begräbnisplatz für alle verstorbenen Beschäftigten der Oberförsterei erweitert wurde.